# Rumex erubescens
Rumex erubescens är en slideväxtart som beskrevs av Simk.. Rumex erubescens ingår i släktet skräppor, och familjen slideväxter. Inga underarter finns listade i Catalogue of Life.